# Żółw birmański
Żółw birmański (Geochelone platynota) – gatunek żółwia z rodziny żółwi lądowych (Testudinidae). Jest endemitem Mjanmy. Niekiedy bywał klasyfikowany jako podgatunek żółwia gwiaździstego (Geochelone elegans).
W celu zachowania tego krytycznie zagrożonego gatunku wdrożono program jego hodowli, w którym między innymi udział bierze Ogród Zoologiczny Yadanabon w Mandalaj oraz Zoo Wrocław, w którym 21 grudnia 2018 urodził się młody żółw.